# Bianki (île)
L'île Bianki (en russe Остров Бианки, latinisé « ostrov Bianki ») est une île russe du groupe des îles Vostotchnye faisant elles-mêmes parties de l'archipel Nordenskiöld. Elle se trouve dans la mer de Kara.

## Géographie

### Situation
L'île est située dans la partie centrale du groupe et elle est l'une des plus grandes de celui-ci. Au nord se trouvent les îles Salome et Matros, au nord-est les îles Evgueni Fiodorov et l'île Nord toutes dans le détroit Spokoïny (détroit de la tranquillité), et au sud se trouve l'île Tyrtov. Sur la côte occidentale se trouve la petite île Kamenisty et, proche de sa côte occidentale (et du cap Povorotny), se trouve l'île de Leskinen.

### Géographie physique
L'île Bianki est longue d'un peu moins de 13 km et est large d'environ 5,5 km. La majeure partie de l'île est composée des collines de 42 mètres (à l'ouest), de 97 mètres (au centre) et de 61 mètres (à l’est). Il s'agit de l'île la plus haute de l’archipel Nordenskiöld après l'île Tchabak (107 mètres).

### Hydrographie
De petits torrents saisonniers parcourent l'île. À l'ouest, se trouvent de petits lacs.

## Protection
Comme le reste de l’archipel, elle fait partie de la réserve naturelle du Grand Arctique depuis 1993.

## Sources